# Овечкин, Николай Васильевич
Николай Васильевич Овечкин (4 мая 1929, Новошахтинск, Северо-Кавказский край — 7 июня 1993, Москва) — советский, российский художник-живописец, баталист, педагог. Народный художник СССР (1985). Лауреат Государственной премии Украинской ССР им. Т. Г. Шевченко (1979).

## Биография
Родился Николай Овечкин 4 мая 1929 года в Новошахтинске (до 1939 — посёлки Молотовский и Коминтерновский) (ныне Ростовской области России).
В 1945 году учился в Московском центральном художественно-промышленном училище (ныне Московская художественно-промышленная академия имени С. Г. Строганова), в 1945—1950 — в средней художественной школе при институте им. В. И. Сурикова (ныне Московский академический художественный лицей). В 1956 году поступил в Московский государственный художественный институт им. В. И. Сурикова, который окончил в 1961 году.
Жизнь и творчество художника были тесно связаны с Доном и с Новочеркасском. Работал в средней школе № 10 Новочеркасска, где преподавал рисование и черчение.
В 1961 году возглавил городскую художественную студию, которую открыл в 1920-х годах М. Б. Греков для детей и воспитанников детских домов. В Новочеркасске, в библиотеке им. А. С. Пушкина организовал 5-ю городскую художественную выставку в 1961 году. Также работал на кафедре архитектуры в Новочеркасском политехническом институте.
К 100 летию со дня рождения М. Б. Грекова привёз в Новочеркасск и подарил своим землякам свою новую монументальную работу — диораму «Освобождение Новочеркасска 7 января 1920 года», которая сгорела летом 2001 года вместе с деревянным летним кинотеатром «Ударник», где была расположена. В Музее истории Донского казачества находится его большое полотно «Вольница».
В 1964 году принят в Союз художников СССР и в Студию военных художников имени М. Б. Грекова.
В 1968 году художнику была присуждена золотая медаль имени М. Б. Грекова за участие в воссоздании панорамы Ф. А. Рубо «Бородинская битва».
В 1976 году ему присуждена золотая медаль Академии художеств СССР за диораму «Битва за Днепр».
Был автором и руководителем работ по созданию панорамы «Плевенская эпопея» и был удостоен высокой награды: «Орден Народной республики Болгарии» I степени и звания «Почётный гражданин города Плевена».
Диорамы «Битва под Москвой» и «Сталинградская битва» созданы художником для Киевского государственного музея Великой Отечественной войны.
Участвовал в персональных выставках: 1963 — Новочеркасск; 1966 — Ростов-на-Дону; 1979 — Москва.
Член КПСС (1973).
Умер 7 июня 1993 года в Москве. Похоронен на Троекуровском кладбище.

## Награды и звания
- Заслуженный художник РСФСР (1974)
- Народный художник РСФСР (1979)
- Народный художник СССР (1985)
- Государственная премия Украинской ССР им. Т. Г. Шевченко (1979) — за комплекс Днепропетровского исторического музея имени Д. И. Яворницкого (совместно с авторским коллективом)
- Орден «Знак Почёта»
- Медаль «За трудовое отличие»
- Орден Народной Республики Болгария I степени
- Золотая медаль имени М. Б. Грекова — за участие в воссоздании панорамы Ф. А. Рубо «Бородинская битва» (1968)
- Золотая медаль Академии художеств СССР — за диораму «Битва за Днепр» (1976)
- Почётный гражданин Новочеркасска (2017, посмертно)[4]
- Почётный гражданин Плевена (1977) — за создание (совместно с авторским коллективом) крупнейшей в мире панорамы «Плевенская эпопея».

## Память
- С 2005 года в Новошахтинске художественная школа носит имя Н. Овечкина
- В 1993 году в Новочеркасске была учреждена ежегодная премия имени Н. Овечкина, которая вручалась до 2002 года. Спустя 12 лет, в 2014 году администрация города приняла решение о возобновлении выплаты премии Н. Овечкина.